# Gudarnas blod
Gudarnas blod (originaltitel The Blood of Gods) är en roman av Conn Iggulden från 2014. Den utgör femte och sista delen i serien Kejsaren om Julius Caesars liv och död. De övriga delarna är i kronologisk ordning: Roms portar, Kungars död, Svärdens fält och Krigets gudar.